# Witu
Witu es una pequeña ciudad comercial en el condado de Lamu en Kenia, África Oriental. Antiguamente fue la capital del sultanato de Witu.

## Ubicación
Está a 5 kilómetros al oeste del bosque de Witu. Está en la autopista Garsen-Witu-Lamu (C-112) entre Mkunumbi, 33 kilómetros al este, y Garsen, 44 kilómetros al oeste. Un camino secundario conduce 21 kilómetros al sur hacia Kipini en la costa. La elevación promedio de la ciudad es de unos 22 metros.

## Población
A partir de septiembre de 2013, la población de la ciudad se estimó en 5 380.

## Witulandia
Witu fue el centro de un imperio interior de aproximadamente 3.000 kilómetros cuadrados. Estaba habitada por esclavos que huían del comercio de esclavos de Zanzíbar y, por lo tanto, fue blanco de ataques del sultanato de Zanzíbar, alrededor de 1850.